# Rhodes (piano)
Pour les articles homonymes, voir Rhodes (homonymie).
Le Rhodes est un instrument de musique et piano électrique fabriqué par Fender Rhodes. Il est créé dans les années 1940 pour pallier le poids et l'encombrement d'un véritable piano. Il a connu de nombreux modèles au fil des années. On retrouve sa sonorité unique dans de nombreuses chansons depuis les années 1970.

## Histoire

### Premiers modèles

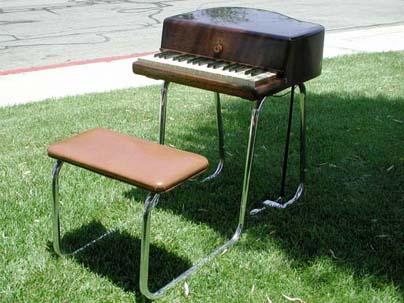
Rhodes Pre-Piano, l'un des premiers modèles.

Harold Rhodes (1910-2000) cherchait une méthode novatrice pour apprendre le piano aux élèves de ses écoles de musique, les Harold Rhodes School of Popular Piano. Il pensait qu'un apprenti pianiste devait non seulement savoir jouer, mais aussi comprendre le fonctionnement de son instrument.
Durant la Seconde Guerre mondiale, Rhodes entre dans l'US Army Air Force. Il est chargé de soigner le moral des soldats blessés au front,. Il construit donc un piano suffisamment petit et léger pour être déplaçable dans une valise. Plutôt que des cordes, son piano fait vibrer des morceaux d'aluminium récupérés sur les ailes de bombardiers B-17. Son instrument, qui ne fait que deux octaves et demi et tient dans une valise, connaît un grand succès. Ses méthodes sont décrites dans le no 29 du Air Corps Manual.
Après la guerre, de nombreuses sociétés proposent à Rhodes de produire son mini-piano en série, mais l'inventeur préfère se lancer seul. Il crée alors Rhodes Piano Corporation, qui présente le Pre-Piano au NAMM Show de 1946. Toutefois, l'étude et la piètre qualité de fabrication de son piano font que sa société subit de nombreux retours de ventes et croule sous les réparations. Son entreprise n'aura survécu que deux ans. Rhodes continue et finit par déposer le brevet numéro 2 972 922 intitulé Asymmetric tuning fork (diapason asymétrique). Cette nouvelle technique lui permet de construire un instrument à 72 touches qui séduit Leo Fender, célèbre pour ses guitares et ses amplificateurs. De leur association naît le Piano Bass qui ne comporte que 32 touches dans un registre grave.

### Sous CBS

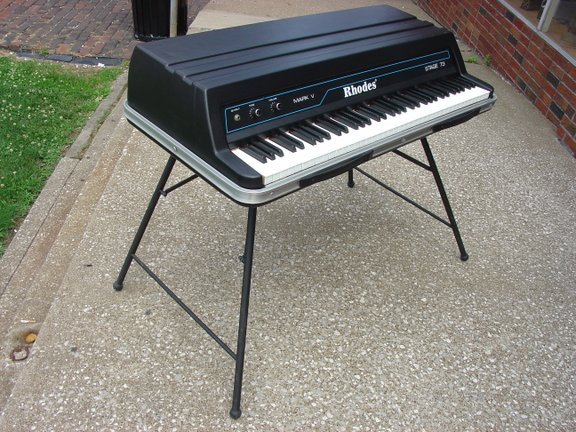
Le Rhodes Mk V a été le dernier modèle commercialisé par la société Rhodes..

Le 14 janvier 1965, Fender vend sa société à CBS pour treize millions de dollars. Ce nouveau financement permet de développer le Suitcase Piano, un instrument de 120 kg qui comporte 73 touches, un trémolo monophonique et un amplificateur 50 W. Durant les 16 années suivantes, 50 Suitcase 73 seront produits quotidiennement. En 1969, le trémolo devient stéréophonique et l'amplification passe à deux fois 50 W.
En 1970 sort le Fender Rhodes 88. Il est disponible en version Suitcase, mais également Stage, sans amplification donc deux fois plus léger et moins coûteux, qui connaît un succès retentissant. Michel Legrand en commande même une version sur mesure à 92 touches. Les évolutions techniques continuent, avec les marteaux en néoprène du Rhodes Mark I en 1971 et une modification de la forme des barres métalliques en 1972. Enfin, en 1973, une boucle d'effets et des haut-parleurs détachables de deux fois 100 W sont ajoutés au Suitcase. En 1974, Fender Rhodes est rebaptisé Rhodes et, en 1976, les marteaux en plastique font leur apparition. En 1979, le Rhodes Mark II est le premier modèle à capot plat, plus pratique pour y poser un autre clavier. En 1980, le Rhodes Mark III EK-10 couple un synthétiseur au clavier du piano.
En 1981, CBS achète ARP et s'installe à Fullerton (Californie). La mode du piano électrique passant, Rhodes sort quelques synthétiseurs. La société change de main en 1983 et sort le Rhodes Mark V. Sur les trois à quatre mille exemplaires produits, trois sont dotés de prises MIDI.

### Rachat par Roland
En 1983, Rhodes est vendu à William Schultz, patron de CBS, qui ferme l'usine principale en 1985 qu'il vend à l'entreprise japonaise Roland en 1987. Harold Rhodes, qui a alors 80 ans, part au Japon pour développer un nouveau produit. Il s'attend alors à améliorer encore son invention, mais Roland sort le Rhodes MK-80, un clavier numérique qui simule le son des pianos originaux. Déçu, Harold Rhodes essayera sans succès de convaincre Roland de produire un vrai piano électrique, puis de récupérer sa marque pour produire ses propres instruments. Il s'éteindra finalement à Los Angeles le 17 décembre 2000, à l'âge de 89 ans, des suites d'une pneumonie. Sa troisième femme, Margit, récupérera les droits sur la marque Rhodes en 2002.
En 2021, une nouvelle société, Rhodes Music Group Ltd, est créée par la société audio Loopmasters qui acquiert les droits de la marque Brandstetter. Ils annoncent un nouveau modèle, le MK8, en cours de développement,. Le MK8 est mis en pré-commande en novembre avec 500 unités prévues pour la production en 2022. Le boîtier du MK8 est conçu par Axel Hartmann et son électronique est conçue par Cyril Lance, ancien technicien de Moog Music. Avec 75 livres (34 kg), il est nettement plus léger que les modèles précédents.

## Caractéristiques

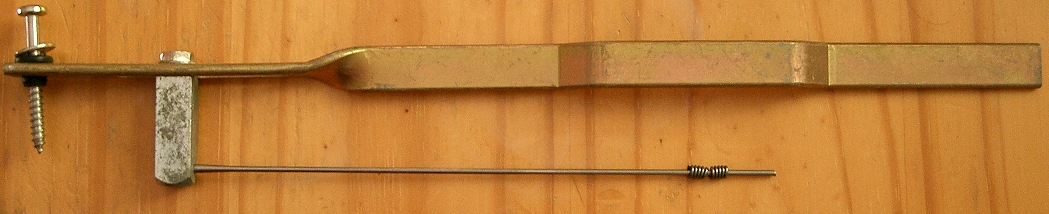
Ensemble lame + tine correspondant à une note de Fender Rhodes.

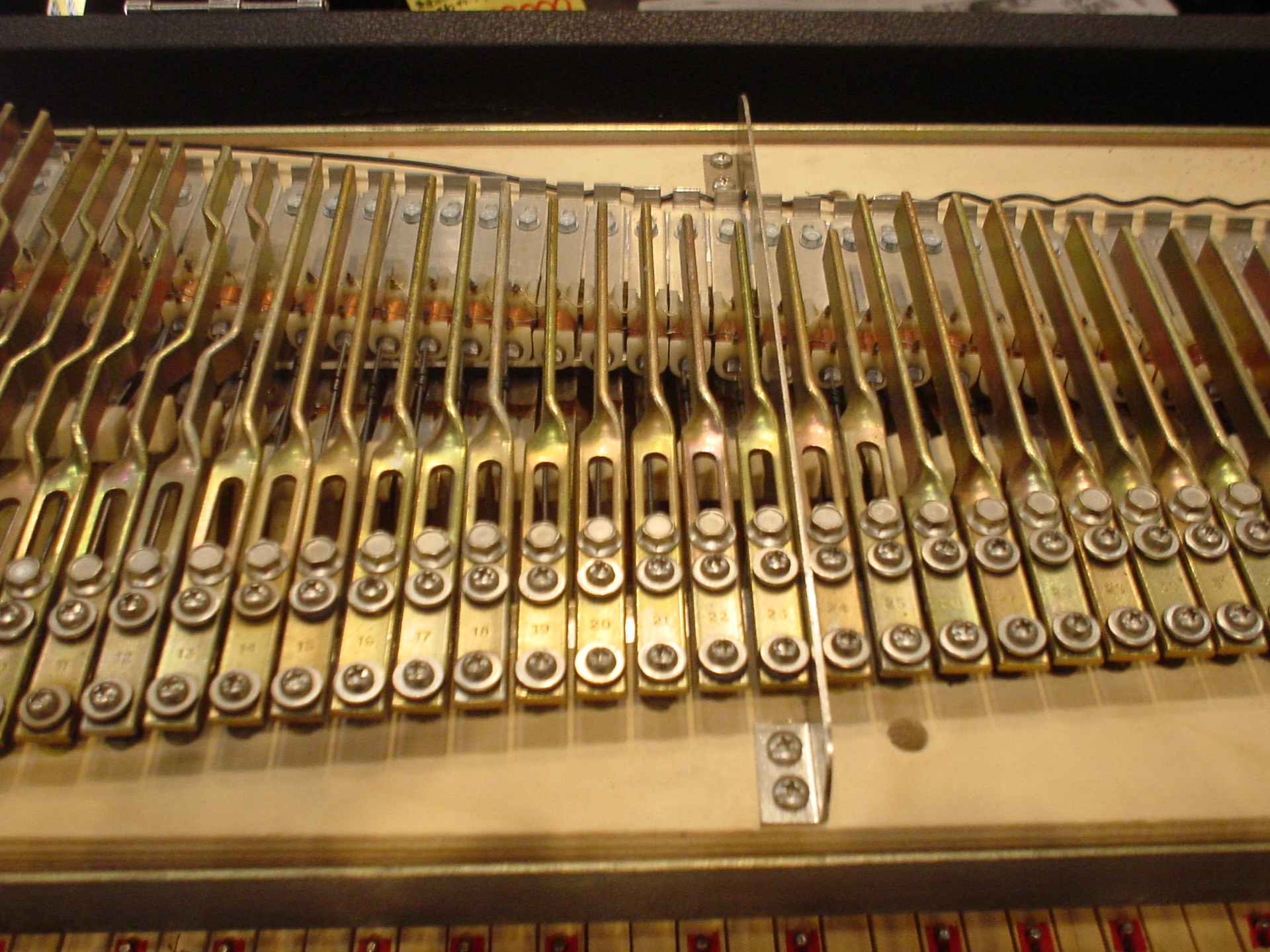
Intérieur d'un Fender Rhodes (les tines sont en dessous des lames métalliques).

Le principe de fonctionnement du Fender Rhodes est que l'appui d'une touche met en vibration une lame métallique associée à une tige métallique (appelée tine) dont l'extrémité est proche d'une bobine ; la vibration génère un courant électrique qui est amplifié, de façon similaire au fonctionnement du microphone d'une guitare électrique. Le système est assez complexe, il comporte 38 composants pour chaque note. Tout comme une guitare électrique, un piano rhodes ne nécessite pas d'alimentation électrique pour fonctionner, mais par contre un casque ou un haut-parleur, alimenté par un amplificateur, est nécessaire pour générer son son, bien que l'on puisse déjà entendre le son acoustique produit par l'instrument non-amplifié. 
Les modèles Mark I et Mark II n'ont pas de préamplificateur, leur électronique est passive. Une pédale permet mécaniquement d'annuler l'action des étouffoirs et de laisser résonner les notes, de façon similaire au comportement de la pédale « forte » sur un piano classique.

## Dans la musique contemporaine
La sonorité du Fender Rhodes est encore très prisée et reconnue pour son son caractéristique, et est encore présent sur scène et en studio. Souvent reproduit grâce à des plugins sur ordinateur, il est un des instruments les plus emblématiques de nouveaux styles de musiques comme la lo-fi ou la bedroom pop.[réf. nécessaire]

## Discographie indicative
Il est impossible de citer tous les enregistrements utilisant un piano électrique Fender Rhodes. Néanmoins, certains des plus connus sont :
- Dark Star (Grateful Dead, 1968)
- Get Back (The Beatles), joué par Billy Preston, durant le concert sur le toit de Apple le (30 janvier 1969).
- Filles de Kilimanjaro et In a Silent Way (Miles Davis, 1969)
- From Left to Right (Bill Evans, 1970)
- Riders on the Storm (The Doors, 1971)
- Weather Report (Weather Report, 1971)
- Return to Forever Chick Corea (1972)
- Eat That Question (Frank Zappa, 1972)
- Light as a Feather Return to Forever (1973)
- Hymn of the Seventh Galaxy Return to Forever (1973)
- Head Hunters et Just Around the Corner (Herbie Hancock, 1973 et 1980)
- Where Have I Known You Before Return to Forever (1974)
- No Mystery Return to Forever (1975)
- Still Crazy After All These Years (Paul Simon, 1975) - Avec Barry Beckett au piano électrique
- You Are the Sunshine of My Life (Stevie Wonder, 1975)
- Romantic Warrior Return to Forever (1976)
- Songs in the Key of Life (Stevie Wonder, 1976)
- A Trick of the Tail (Genesis 1976)
- Wind and Wuthering de Genesis (1976)
- Musicmagic Return to Forever (1977)
- Sheep Pink Floyd sur l'album Animals en 1977
- Just the Way You Are (Billy Joel, 1977)
- She's Out of My Life (Michael Jackson, 1979)
- Le Cimetière des éléphants (Eddy Mitchell, 1982)
- The Return of the Space Cowboy (Jamiroquai, 1994)
- Everything in Its Right Place et Kid A (Radiohead, 2000 et 2005)
- 73 Touches (Hocus Pocus, 2005)

Le groupe Steely Dan a aussi beaucoup utilisé le piano électrique Fender Rhodes, autant en studio qu'en concerts.
À noter que sur la grande majorité de leurs enregistrements, Supertramp utilise un piano électrique Wurlitzer, et non pas un Rhodes.

## Galerie

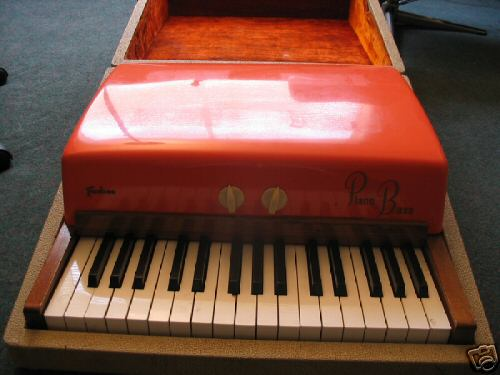
Rhodes Piano Bass.
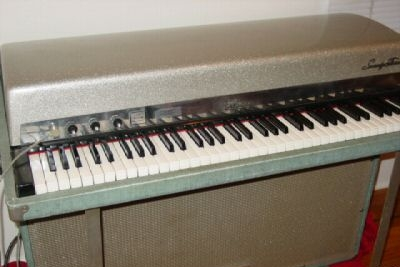
Fender Rhodes Silver-Top Suitcase.
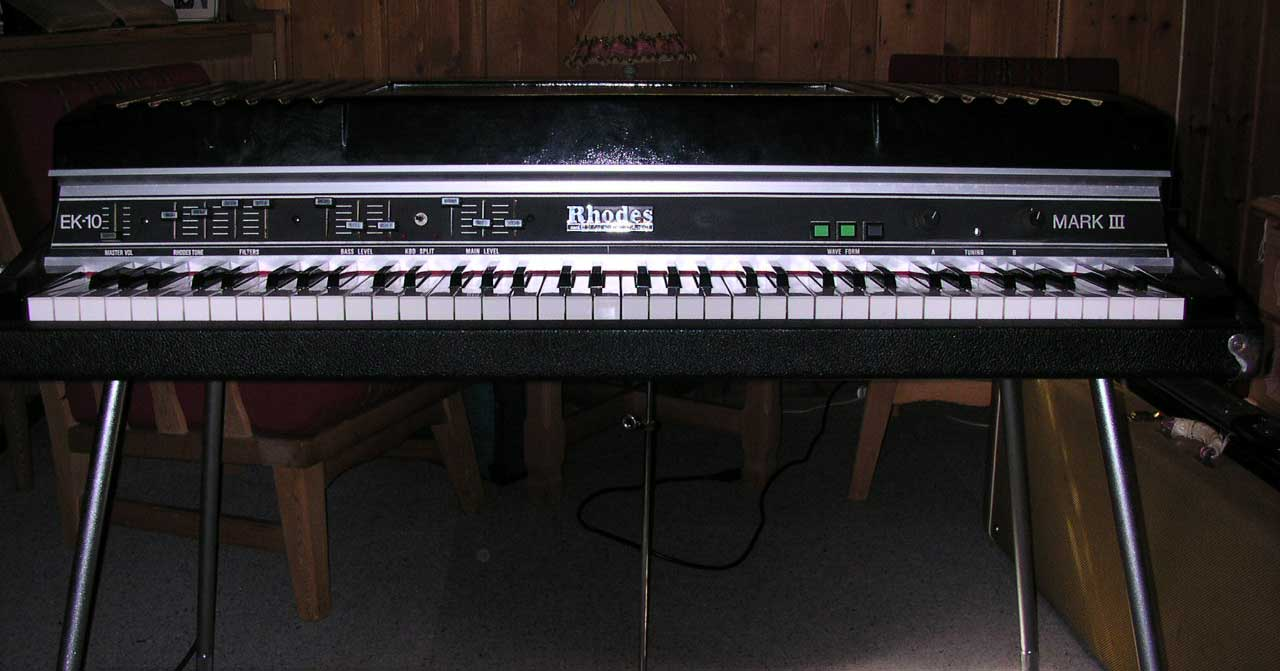
Rhodes Mark III EK-10.